# Explosión en Tlahuelilpan
La explosión en Tlahuelilpan fue la explosión de un oleoducto en la ciudad de Tlahuelilpan, en el municipio homónimo en el estado de Hidalgo, México, el 18 de enero de 2019. La explosión dejó un saldo inicial de 73 muertos y 74 heridos. Posteriormente, la cifra de muertes se elevó a 137 debido a la gravedad de las quemaduras de los lesionados.
Se señala como responsables a ladrones de combustible, quienes en México son llamados huachicoleros, que perforaron ilegalmente en la tubería. La explosión fue particularmente mortal debido a una multitud de personas congregadas en la escena para robar combustible. Fuerzas de seguridad trataron de persuadir a los presentes que se alejaran de la escena, pero eran superadas en número y decidieron no actuar contra los civiles por temor a causar una confrontación violenta. La fuga se notificó a las 17:04 horas y explotó a las 19:10 horas. Las personas que respondieron tardaron unas cuatro horas en apagar el fuego.

## Antecedentes
El robo de combustible de las tuberías propiedad de Pemex, la compañía petrolera nacional, ha sido un problema por mucho tiempo en México. La situación empeoró en la década de 2010 cuando grupos del crimen organizado en México comenzaron a incluir el robo de gasolina como parte de sus principales fuentes de ingresos. Con el aumento internacional de los precios del combustible, esta actividad criminal se convirtió en un negocio lucrativo para los ladrones. Los grupos delictivos de robo de gasolina utilizaron el soborno y la violencia para corromper a funcionarios del gobierno. Investigadores sospechan que varios funcionarios dentro de Pemex están involucrados en facilitar las operaciones de estos grupos criminales. La complicidad ha incluido actividades como empleados que comparten mapas de las tuberías, la hora exacta en que el combustible fluirá a través de ellas y cómo perforarlas con éxito.
La extracción, posesión o protección ilegal de hidrocarburos de oleoductos, vehículos, equipos o instalaciones es un delito federal en México y se castiga con hasta 20 años de prisión. Los ladrones de petróleo son conocidos en México como «huachicoleros», un nombre derivado del término del argot mexicano «huachicol», o alcohol de mala calidad. La gasolina que roban a menudo se vende en público a un precio menor al establecido por la Secretaría de Energía. Estos grupos han obtenido apoyo en comunidades empobrecidas porque proporcionan gasolina de bajo costo y empleos como transportistas de combustible y vigías. Se cree que su suministro de combustible ilegal sostiene a comunidades enteras en algunas partes de los estados de Veracruz, Puebla e Hidalgo, donde ocurrió la explosión.
A mediados de 2018, la tasa de perforaciones en tuberías había aumentado considerablemente a algo más de 40 perforaciones por día, en comparación con 28 en 2017. En los primeros 10 meses de 2018, se notificaron 12 581 perforaciones ilegales en ductos en México. Como resultado del aumento del robo de combustible, el gobierno federal ha gastado aproximadamente US $3 mil millones al año en reparaciones y mantenimiento de ductos, así como en compensaciones para los consumidores de gasolina a quienes estaba destinado el hidrocarburo.
Cuando Andrés Manuel López Obrador asumió como presidente de México en diciembre de 2018, lanzó una campaña contra las pandillas de robo de petróleo y envió cerca de 5000 soldados de las Fuerzas Armadas de México y la Policía Federal para proteger oleoductos en todo México. Parte de su estrategia fue desviar el flujo de combustible de las tuberías, detectar fugas cuando ocurrieron y transportar el combustible en camiones. Sin embargo, estas medidas condujeron a problemas logísticos, lo que provocó escasez de combustible y largas filas en estaciones de servicio en todo el país en enero de 2019.

## Incidente
Tlahuelilpan es atravesado por una de las principales tuberías de combustible del país, que conecta el puerto de Túxpam, Veracruz, con el complejo de Pemex en Tula, Hidalgo, a unos 13 kilómetros al suroeste de la ciudad. Los informes de residentes que recolectaron lo que parecía ser combustible en el distrito de San Primitivo de la ciudad comenzaron a circular en las redes sociales durante la tarde del viernes 18 de enero de 2019. Un video filmado anteriormente y luego subido a YouTube mostró a los residentes locales con cubos, bidones y botellas de agua alrededor de una gran fuente de gasolina proveniente de una perforación en la tubería; testigos entrevistados más tarde en la televisión local hablaron de una multitud numerosa en los centenares, «o tal vez incluso mil». Otras cuentas afirmaban que algunos residentes, incluidos niños, se lanzaban gasolina en broma y jugaban a caballo cerca de la zona de brecha. Una llamada de 911 a la policía local informó la fuga a las 17:04 horas y la explosión ocurrió a las 19:10 horas. Cuando se le informó por primera vez de la fuga, Pemex no cerró la válvula inmediatamente porque no consideró que ésta fuera «importante». Tomó cuatro horas extinguir el incendio de la explosión. Los residentes de las áreas circundantes fueron evacuados.
Se cree que la fuente causó que los vapores del combustible llenaran el aire que más tarde se encendió en una enorme bola de fuego que consumió los campos circundantes que habían sido empapados con combustible. Se estimó que el gasoducto en el punto de ruptura transportaba alrededor de 10,000 barriles de gasolina a 2 megapascales (290 psi). Aún no se conoce la causa exacta del incendio que encendió el derrame. La primera hipótesis de los investigadores fue que los gases producidos por la fuga y las chispas de electricidad causadas por la fricción de la ropa sintética de las personas pueden haber causado la explosión. La explosión fue particularmente mortal porque la gasolina gratuita atrajo a un gran número de personas a la zona de brecha. Los residentes también declararon que la escasez de gasolina en el área puede haber llevado a muchos a asistir a la escena cuando se enteraron de la brecha.
Había alrededor de 25 soldados en el sitio, pero el Secretario de Defensa Luis Cresencio Sandoval declaró que no había suficiente personal para hacer retroceder a los 600–800 residentes que habían llegado al sitio en busca de combustible. Afirmó que el ejército intentó persuadir a la multitud para que no se acercaran a la zona de la brecha y que algunos se comportaron agresivamente cuando se les pidió que regresaran. Ninguno de los residentes portaba armas de fuego, pero algunos estaban armados con palos y piedras. Su liderazgo pidió a los soldados que no se involucraran con los civiles porque fueron superados en número. También se les pidió que no se involucraran con posibles ladrones de combustible en la escena cuando los residentes comenzaron a acudir a la brecha porque temían que se produjera un tiroteo y que civiles desarmados resultaran heridos o que los soldados fueran asesinados por la multitud.

## Reacciones
El Plan DN-III-E para asistencia civil y socorro en casos de desastre del ejército se activó en la tarde del 18 de enero. Varias de las víctimas heridas fueron transportadas en helicóptero a hospitales en Hidalgo, Estado de México y Ciudad de México. Se esperaba que algunos de los menores fueran enviados a los Hospitales Shriners para Niños en el estado de Texas en los Estados Unidos. El gobernador de Hidalgo, Omar Fayad, dijo que el gobierno se haría cargo de los gastos médicos y funerarios. Afirmó que el gobierno no emprendería acciones legales contra los civiles que tomaban la gasolina robada del gasoducto que explotó. Fayad confirmó que el gobierno tenía puestos de información en el centro cultural de Tlahuelilpan con las listas de las víctimas y los hospitales donde iban a recibir tratamiento. La lista también estaba disponible en el sitio web del gobierno.
Los investigadores ayudaron a recuperar los cadáveres y ordenaron que se enviaran a las morgues de Tula y Mixquiahuala para su identificación oficial. Declararon que los cuerpos tardarían varios meses en identificarse por completo. Sin embargo, los familiares de las víctimas se enfrentaron a los investigadores en la escena de la brecha y les pidieron que no se llevaran los cuerpos. Criticaron a los investigadores por querer llevar los cuerpos a las morgues bajo el supuesto de que lo estaban haciendo por ganancias monetarias. Las familias declararon que viajar fuera de Tlahuelilpan para recuperar los cuerpos sería difícil para ellos debido a la escasez de gasolina y porque les resultaría caro.
El presidente López Obrador canceló reuniones en Jalisco y Guanajuato al enterarse de la explosión. Visitó Tlahuelilpan la mañana del 19 de enero para supervisar las operaciones de socorro. También prometió intensificar los esfuerzos para contrarrestar los cárteles que se dedican al robo de combustible. Parte de su promesa incluía el compromiso de seguir tomando medidas enérgicas contra los grupos de robo de petróleo, así como encontrar alternativas para los ciudadanos para que no dependan del combustible ilegal. Pidió a los residentes de Tlahuelilpan que brinden sus testimonios de los eventos, y también que proporcionen información a las autoridades policiales en el mercado negro de la región, incluidos los nombres de los involucrados en las pandillas de robo de petróleo y los detalles de sus operaciones.
El presidente ejecutivo de Pemex, Octavio Romero Oropeza, declaró que el gasoducto donde ocurrió la explosión había sufrido al menos 10 infracciones en los últimos tres meses. Una de esas perforaciones tardó 12 horas en extinguirse el 12 de diciembre de 2018. Tras estos incidentes, el oleoducto se puso en reparación el 23 de diciembre y se mantuvo suspendido hasta el 15 de enero, confirmó el funcionario. Durante su suspensión, Romero Oropeza dijo que el gasoducto fue perforado cuatro veces. Reanudó sus operaciones el 17 de enero, un día antes de la explosión.
El alcalde de Tlahuelilpan, Juan Pedro Cruz Frías, pidió a los residentes que tomaran medidas de precaución después de la presencia de un smog tóxico en el aire de la ciudad después de la explosión. Cuando se le preguntó sobre sus pensamientos sobre el incidente, el alcalde declaró que las víctimas actuaron por «necesidad» cuando se enteraron de la fuga de combustible. Afirmó que las fugas de combustible eran comunes en el área, pero también dijo que la «irresponsabilidad» jugó un papel en este incidente.
El Papa Francisco mencionó esta tragedia en su visita a Panamá junto la tragedia de la rotura de la presa de Brumadinho, donde fueron mencionadas en una conferencia.

## Investigación
El fiscal general Alejandro Gertz Manero dijo que había indicios de que el incidente fue «deliberado». Su posición se apoyó en el hecho de que el primer incidente, la filtración, fue intencional; sin embargo, aún no se ha confirmado si la explosión fue deliberada o no. Afirmó que la investigación sería difícil porque los involucrados en el incidente murieron durante la explosión. El presidente López Obrador declaró que todas las posibilidades estaban siendo consideradas para la investigación y no descartó la participación de los principales grupos criminales que operan en Hidalgo, como Los Zetas o el Cártel de Jalisco Nueva Generación, así como ladrones de petróleo locales que no están involucrados con los principales cárteles de la droga.
La primera hipótesis propuesta por el equipo de investigación de Gertz Manero fue que el incendio pudo haber sido causado por la fricción de la ropa de las personas y los gases producidos por la fuga. El gas que se extrajo fue uno de primera calidad con altos niveles de octanaje, que produce gases letales cuando se expone al aire. Afirmó que varias personas llevaban ropa de fibra sintética, que al frotarse puede producir pequeñas chispas eléctricas. Afirmó que esta hipótesis no era concluyente. Para facilitar sus investigaciones, las autoridades indicaron que intentarían confiscar la propiedad donde ocurrió la explosión.
El 21 de enero, la Comisión Nacional de los Derechos Humanos de México recibió una queja sobre la «inacción» del Ejército durante los eventos que llevaron a la explosión. El presidente López Obrador no dio más detalles a la prensa sobre en qué consistía la queja y solo confirmó que fue emitida.